# Velimir Valenta
Velimir Valenta (Klis, 21. travnja 1929. – Mendrisio, 17. studenog 2004.) bio je hrvatski veslač. Osvojio je zlatnu medalju na Olimpijskim igrama u Helsinkiju 1952. godine.